# Matidia incurvata
Matidia incurvata är en spindelart som beskrevs av Eduard Reimoser 1934. Matidia incurvata ingår i släktet Matidia och familjen säckspindlar. Inga underarter finns listade i Catalogue of Life.